# Gens Fulvia
La gens Fulvia fu un'importante famiglia romana, di origine plebea e, come riportato sia da Plinio il Vecchio  che da Cicerone  proveniente a Roma da Tusculum, anche se alcuni membri sono segnalati ancora a Tusculum ai tempi di Cicerone. Secondo la tradizione, la gens avrebbe ricevuto gli oggetti sacri della famiglia da Ercole, al termine delle dodici fatiche.
I cognomen usati dalla gens al tempo della Repubblica furono:
- Bambalio
- Centumalus
- Curvus
- Flaccus
- Gillo
- Nacca
- Nobilior
- Paetinus
- Veratius o Neratius.

## Consoli
- Lucio Fulvio Curvo nel 322 a.C.;
- Marco Fulvio Petino nel 299 a.C.;
- Gneo Fulvio Massimo Centumalo nel 298 a.C.;
- Marco Fulvio Flacco nel 264 a.C.;
- Servio Fulvio Petino Nobiliore nel 255 a.C.;
- Gneo Fulvio Centumalo nel 229 a.C.;
- Quinto Fulvio Flacco console per ben quattro volte: nel 237 a.C., nel 224 a.C., nel 212 a.C. e nel 209 a.C.;
- Gneo Fulvio Centumalo Massimo nel 211 a.C.;
- Marco Fulvio Nobiliore nel 189 a.C.;
- Quinto Fulvio Flacco console suffetto nel 180 a.C.;
- Quinto Fulvio Flacco nel 179 a.C.;
- Lucio Manlio Acidino Fulviano nel 179 a.C.[3];
- Marco Fulvio Nobiliore nel 159 a.C.;
- Quinto Fulvio Nobiliore nel 153 a.C.;
- Servio Fulvio Flacco nel 135 a.C.;
- Gaio Fulvio Flacco nel 134 a.C.;
- Marco Fulvio Flacco nel 125 a.C..

## Altri
- Gneo Fulvio, pretore nel 167 a.C.;
- Fulvia, moglie del triumviro Marco Antonio;
- Gaio Fulvio Pio, senatore di epoca imperiale;
- Gaio Fulvio Plauziano, prefetto del pretorio sotto l'imperatore Settimio Severo e suocero di Caracalla;
- Fulvia Plautilla, moglie dell'imperatore Caracalla;
- Lucio Fulvio Gavio Numisio Petronio Emiliano, senatore di epoca imperiale;
- Lucio Fulvio Gavio Numisio Emiliano, senatore di epoca imperiale;
- Fulvio Emiliano, senatore di epoca imperiale.